# Aeroportul Coolawanyah Station
Aeroportul Coolawanyah Station (IATA: COY, ICAO: YCWY) este un aeroport din Australia de Vest, Australia ce deservește zona Coolawanyah Station⁠(d).
Situat la o altitudine de 361 m, aeroportul dispune de o singură pistă.